# Ilaria Latiniová
Ilaria Latiniová (* 21. října 1972 Řím) je italská hlasová herečka.

## Život
Narodila se jako druhorozená dcera herce Franca Latiniho a autorky dialogů Marie Pintové. Její sestrou byla hlasová herečka Laura Latiniová a nevlastním bratrem je hlasový herec Fabrizio Vidale. Svou kariéru zahájila s pomocí svého otce, a to již ve čtyřech letech. Dodnes působí jako oficiální italská dabérka Katie Holmesové, Amy Adamsové a Anny Farisové. Mezi její populární dabingové role patří Joey Potterová v seriálu Dawsonův svět a Alice Cullenová ve filmové sérii Stmívání.
Mezi její dabingové role patří i animované postavy, například Flora v populárním animovaném seriálu Winx Club, Tweety z Looney Tunes (od 80. let) a Ika Broflovski v South Parku. Dabuje také postavy z animované produkce, jako jsou Zootropolis: Město zvířat, Animáci, Total drama a Shrek Třetí.

### Osobní život
Jejím manželem je španělský hlasový herec Diego Suarez. Společně mají tři děti: Riccarda, Emanuela a Sofii.

## Dabingové role

### Animované
- Flora a Amore – Winx Club
- Flora – Winx Club – Výprava do ztraceného království
- Flora – Winx Club: Magické dobrodružství
- Uniqua – The Backyardigans
- Tweety – Looney Tunes
- Ming-Ming – Wonder Pets
- Ike Broflovski – South Park
- Judy Hopkavá – Zootropolis: Město zvířat
- Dáda (Dot) Warner – Animáci
- Brittany Miller – The Chipmunk Adventure
- Kari Kamiya – Digimon
- Ali – The Land Before Time IV: Journey Through the Mists
- Lil DeVille – Rugrats
- LaCienega Boulevardez – The Proud Family
- Numbuh 3 – Codename: Kids Next Door
- Minako Aino/Sailor Venus – Sailor Moon
- popelka – Shrek Třetí
- Lester Goldberg – Stanley
- Katara – Avatar: Legenda o Aangovi
- Starfire – Teen Titans
- Starfire – Mladí Titáni, do toho!
- Bridgette – Total Drama
- Wonder Woman – Wonder Woman
- Brandy Harrington – Brandy & Mr. Whiskers
- Ophelia Ramirez – The Life and Times of Juniper Lee
- Joyce Kinney – Griffinovi
- Jillian – Já, padouch 2
- Ingrid Third – Fillmore!
- Po – Teletubbies
- Sticks the Badger – Sonic Boom
- Emily Elizabeth – Clifford the Big Red Dog
- Malina – Vladařova nová škola
- Carmen – Happy Feet 2
- Kate – Alfa a omega
- Quinn Airgon/Nightfall – Final Space
- Trina – ChalkZone
- Gia – Madagaskar 3 (španělský dabing)

### Hrané
- Alice Cullen – Twilight sága: Stmívání
- Alice Cullen – Twilight sága: Nový měsíc
- Alice Cullen – Twilight sága: Zatmění
- Alice Cullen – Twilight sága: Rozbřesk – 1. část
- Alice Cullen – Twilight sága: Rozbřesk – 2. část
- Cindy Campbell – Scary Movie
- Cindy Campbell – Scary Movie 2
- Cindy Campbell – Scary Movie 3
- Cindy Campbell – Scary Movie 4
- Lois Lane – Muž z oceli
- Lois Lane – Batman v Superman: Úsvit spravedlnosti
- Lois Lane – Liga spravedlnosti
- Heather Holloway – Thank You for Smoking
- Erin Sadelstein – Jack a Jill
- Bobbie Jo Chapman – Logan: Wolverine
- Joey Potterová – Dawsonův svět
- Emma Pillsbury – Glee
- Grace Winslow – Šmoulové 1
- Grace Winslow – Šmoulové 2
- Grace Van Pelt – Mentalista
- Giselle – Enchanted
- Mary – Mupeti
- April – Žába k zulíbání
- Zoey – Diktátor
- Hannah Lewis – Moje superbejvalka
- Wendy Franklin – Take Me Home Tonight
- Christy Plunkett – Máma
- Taylor Townsend – O.C.
- Peggy Carterová – Agent Carter
- Evelyn Robin – Christopher Robin
- Olive – Goodbye Christopher Robin
- Casey – 27 šatů
- Connie Baker – Úsměv Mony Lisy
- Becca Crane – Vampires Suck
- Betty Draper – Šílenci z Manhattanu
- Melissa Chartres – Poslední chlap na Zemi
- Jade – The Hangover Part III
- Thea Queen / Speedy – Arrowverse
- Jo Wilson a Brooke Stadler – Chirurgové
- Chantal Anne Harper – Nicky, Ricky, Dicky & Dawn
- Caroline Channing – 2 Socky
- Amanda Tanen – Ugly Betty
- Janis Hawk – Záblesk budoucnosti
- Gloria Mendoza – Holky za mřížemi
- Malcolm – Malcolm in the Middle
- Carla Espinosa – Scrubs: Doktůrci
- Topanga Matthews – Riley ve velkém světě
- Anya Jenkins – Buffy, přemožitelka upírů
- Ella Lopez – Lucifer
- Melissa Peyser – The In-Laws
- Rachel Jansen – Forgetting Sarah Marshall
- Kate Libby / Acid Burn – Nebezpečná síť
- Liz Parker – Roswell
- Mystique – Velkej biják
- Stacie Blake – Sleepover
- Stacey – The Visit
- Emily Newton – Beethoven 2
- Haley Robinson – Big Mommas: Like Father, Like Son
- Chloe Sullivan – Smallville